# お笑い地賛地笑バラエティ ガンバッペ魂
『お笑い地賛地笑バラエティ ガンバッペ魂』（おわらいちさんちしょうバラエティ ガンバッペだましい）は2010年4月5日から2020年3月28日まで放送されていた東北放送（TBCラジオ）のラジオ番組（バラエティ番組）である。

## 番組概要
番組から「お題」が出され、そのお題に対してリスナーが番組にメールで投稿した「回答」をパーソナリティが発表する「大喜利形式」で放送される投稿型バラエティ番組である。採用された回答のうち、面白い投稿をしたリスナーには非売品の東北放送オリジナルグッズとサイン入り番組ステッカーが贈られる。
- MVP
  - 最も面白かったネタを投稿したリスナー1名に贈られる。

- 初メール大賞
  - その週に初めて投稿したリスナー1名に贈られる。初投稿者がいない週は該当者無しとなる。

- 一言ネタ月間MVP
  - 一ヶ月間で放送された一言ネタの中で最も面白かったネタを投稿したリスナー1名に贈られる。毎月最終週に発表される。

- ゲスト賞
  - 2016年より設けられた。ゲスト出演がある週に、ゲストが面白いと感じたネタを投稿したリスナー1名に贈られる。
  - ゲスト賞のみ、その週の出演者の集合写真にサインを添えたものが贈られる。

番組開始当初は仙台在住のお笑い芸人や役者、フリータレントなどを複数、番組ゲストに招いて、ゲスト同士とリスナーがお題に対する面白い回答を競い合う形で対戦し、勝利した側のゲストは1分間のPRタイムを獲得、負けた側のゲストの名前は発表されない、といった番組進行であった。
2011年4月以降はワッキーチーム、あゆみチームにゲストが分かれての対戦などが一時期行われていた。
2017年現在は対戦形式ではなく、リスナーから寄せられた回答を一挙に紹介していく形式で放送されている。
なお、翌週分の「お題」は放送内と番組のブログ「ガンバッペ魂の楽屋」で発表される。

### 番組タイトルの遍歴
番組開始時は放送時間が45分間の番組だったためタイトル表記は『お笑い地産地消バラエティ ゲラゲラ45』だったが、後に60分番組に拡大され、2010年10月8日の放送から『お笑い地賛地笑バラエティ ゲラゲラ60』となった。この際「地産地消」の表記を「地賛地笑」に変更している。
2011年3月11日の東日本大震災の発生を受けて番組は放送休止を余儀なくされたが、同年4月4日に『ゲラゲラ60からガンバッペ魂へ』を放送し番組を再開、翌週4月11日の放送からは番組タイトルを『お笑い地賛地笑バラエティ ガンバッペ魂』とし、現在に至っている。

## 出演者
- ワッキー貝山：塾長、仙台市出身のフリータレント。
- 佐藤公隆：裏番長、お笑い集団ティーライズ所属のタレント。2015年10月より出演。
- ハンナ：3代目マネージャー。2017年4月から2018年12月までは同じく3代目マネージャーである結城と隔月交代で出演、2019年1月から毎週出演。

過去の出演者
- 大風あゆみ（旧姓：石井、2010年4月 - 2015年9月）：初代マネージャー、studio・STJに所属するボイスパフォーマー[7]。
- 松原愛代（2015年1月 - 2017年3月）：サブマネージャー→2015年10月より2代目マネージャー
- 結城凛音（2017年4月 - 2018年12月）：3代目マネージャー、アイドルグループFRAGRANCEのリーダー。同じく3代目マネージャーであるハンナと隔月交代で出演

## 放送時間
| 放送期間                        | 放送時間                         | 放送局    | 対象地域 | 備考                                     |
| ------------------------------- | -------------------------------- | --------- | -------- | ---------------------------------------- |
| 2010年04月05日 - 2010年09月27日 | 月曜日 18:15 - 19:00             | TBCラジオ | 宮城県   |                                          |
| 2010年10月08日 - 2011年03月04日 | 金曜日 21:00 - 22:00             | TBCラジオ | 宮城県   |                                          |
| 2011年04月04日                  | 月曜日 18:00 - 19:00             | TBCラジオ | 宮城県   |                                          |
| 2011年04月10日 - 2011年10月02日 | 日曜日 20:00 - 21:00             | IBCラジオ | 岩手県   | 6日遅れネット                            |
| 2011年04月11日 - 2011年06月27日 | 月曜日 01:00 - 02:00（日曜深夜） | TBCラジオ | 宮城県   | 月曜日 18:00 - 19:00 再放送              |
| 2011年07月04日 - 2011年09月26日 | 月曜日 18:10 - 19:00             | TBCラジオ | 宮城県   | 月曜日 01:00 - 02:00（日曜深夜）再放送   |
| 2011年10月07日 - 2012年03月30日 | 金曜日 21:00 - 22:00             | TBCラジオ | 宮城県   | 月曜日 01:00 - 02:00（日曜深夜）再放送   |
| 2012年04月02日 - 2012年09月24日 | 月曜日 01:00 - 01:50（日曜深夜） | TBCラジオ | 宮城県   | 月曜日 18:10 - 19:00 再放送              |
| 2012年10月05日 - 2013年03月25日 | 月曜日 01:00 - 02:00（日曜深夜） | TBCラジオ | 宮城県   | 金曜日 21:00 - 22:00 再放送              |
| 2013年04月01日 - 2013年09月24日 | 月曜日 01:00 - 02:00（日曜深夜） | TBCラジオ | 宮城県   | 月曜日 18:00 - 19:00 再放送              |
| 2013年10月04日 - 2014年02月28日 | 金曜日 21:00 - 22:00             | TBCラジオ | 宮城県   |                                          |
| 2014年03月31日 - 2014年09月29日 | 月曜日 18:00 - 19:00             | TBCラジオ | 宮城県   |                                          |
| 2014年10月11日 - 2015年03月21日 | 土曜日 18:00 - 19:00             | TBCラジオ | 宮城県   |                                          |
| 2015年04月04日 - 2015年09月26日 | 土曜日 20:00 - 21:00             | TBCラジオ | 宮城県   |                                          |
| 2015年10月13日 - 2016年03月22日 | 火曜日 21:00 - 22:00             | TBCラジオ | 宮城県   | 2015年10月6日は『イーグルスラボ!』を放送 |
| 2016年04月03日 - 2016年09月25日 | 日曜日 20:00 - 21:00             | TBCラジオ | 宮城県   |                                          |
| 2016年09月28日 - 2016年03月29日 | 水曜日 21:00 - 22:00             | TBCラジオ | 宮城県   |                                          |
| 2017年04月02日 - 2017年09月24日 | 日曜日 20:00 - 21:00             | TBCラジオ | 宮城県   |                                          |
| 2017年10月03日 - 2018年03月27日 | 火曜日 21:00 - 22:00             | TBCラジオ | 宮城県   |                                          |
| 2018年04月07日 - 2020年03月28日 | 日曜日 03:00 - 04:00（土曜深夜） | TBCラジオ | 宮城県   |                                          |

プロ野球開催期間中はTBCラジオのプロ野球中継番組『TBCパワフルベースボール』放送のため、番組が休止となる場合や放送日時が変更となる場合がある。

## 番組ネット局
2011年4月10日から2011年10月2日まで、IBC岩手放送（IBCラジオ）でも毎週日曜20時から時差ネットで放送されていた。

## ネット配信
2011年4月4日の放送からラジオ本編収録前のトークがUSTREAMにてインターネット配信されており、ラジオ放送終了後にはオンエアされたラジオ本編も配信されている。2015年10月の改編以降は「YouTube」および「AbemaTV FRESH!」内において宮城県仙台市にあるお笑いプロダクション「ティーライズ」のチャンネルで配信されている。

## 公開収録
- 2010年6月24日、Kスタ宮城中央ゲート前にて公開収録。6月28日に放送[42]。
- 2010年7月25日、TBC夏まつり'10 SOUTHステージで公開収録。8月2日に放送[43]。
- 2011年7月24日、TBC夏まつり2011 SOUTHステージで公開収録。ゲスト：狩野英孝、8月7・8日に放送[44]。
- 2012年3月26日、勾当台公園市民広場で開催された 「みやぎ春のよいまつり2012」で出張ガンバッペ魂公開収録[45]
- 2012年7月21日、TBC夏まつり2012 SOUTHステージで公開収録[46]。
- 2013年7月20日、TBC夏まつり2013 SOUTHステージで公開収録。8月5日に放送[47]
- 2014年7月26日、TBC夏まつり2014 SOUTHステージで公開収録[48]。
- 2015年7月25日、TBC夏まつり2015 SOUTHステージで公開収録[49]。
- 2016年7月30日、TBC夏まつり2016 SOUTHステージで公開収録[50]。
- 2017年7月22日、TBC夏まつり2017 SOUTHステージで公開収録[51]。

## ゲスト
主に地元宮城に関わりのある芸人や歌手、タレントが出演。
- 大場カズキ・関亮太（雲雀）
- 遠山羽純
- 爆笑コメディアンズ
- 狩野英孝
- 石垣進之介（ニードル）
- 島田周彦（ラスカル）
- 桜野みき
- 閃雷
- 仙台幸子・DASH・チサコ
- イケメン'ズ
- 阿倍望（SaiSプロダクション）
- 柴崎由里子（SaiSプロダクション）
- いろは（SaiSプロダクション）
- FROZEN CAKE BAR
- 千葉真理子
- 高橋佳生
- 静音ちか
- 高橋里瀬（SCK GIRLS）
- 庄司恵子
- 菊地毅
- ちんどん剛
- MCGATA（ミッチーチェン）
- 相田幸二（幸せ料理研究家）
- ダイハツチャレンジミーティングDCTM・実行委員長
- 仙台ゴスペルフェスティバル・ナビゲーター&事務局長
- 吉本興業の東北ブロック担当住みます専務・竹中功
- CAPCOM企画ではパブリシティ企画推進室室長の萩原良輔（ハギー）、虎南有香

## その他
- 2010年4月25日に放送されたTBSラジオ『爆笑問題の日曜サンデー』の中でTBSラジオの系列局JRN各局の新番組を特集する毎年恒例の企画『第3回全日本ラジオ新番組選手権』で『お笑い地産地消バラエティ ゲラゲラ45』が紹介され、ワッキー貝山が電話出演し2位を獲得した[52]。

- 2010年6月15日のKスタ宮城中央ゲート前での公開収録の告知で番組リスナーを「ゲララー」と呼ぶことを発表したが[42]、2016年現在、ワッキー貝山は番組リスナーを「ガンタマ（ガン魂）リスナー」と呼んでいる[48]。

- お題はリスナーから募集しているほか、企業などから社員がゲスト出演した場合はその企業の商品にちなんだお題が出される[53]。番組当初から2011年にかけては仙台在住のお笑い芸人やお笑い集団ティーライズの作家、村上ングアウトなどもお題を提供していた[54]。他に番組内で毎週1曲お笑い芸人が出した曲、またはコミックソングをリクエストで募集している。

- 2010年10月に石井あゆみによる「一言ネタコーナー」が開始され、マネージャーが代わった2017年現在も続いている。月ごとのお題に対する「一言ネタ」を募集し毎週発表、月間MVPとなった投稿者には東北放送オリジナルグッズが贈られる[55][56]。